# 竹田文彦
竹田文彦（たけだ ふみひこ）は、日本のキリスト教神学者。清泉女子大学文学部教授。古代シリアにおけるキリスト教の研究を専門とする。日本カトリック神学会理事、日本カトリック教育学会会計監査。

## 来歴

### 学歴
- 1985年 - 国際基督教大学教養学部人文科学科卒業
- 1992年 - 京都大学大学院文学研究科キリスト教学修了
- 1994年 - オックスフォード大学大学院 神学・オリエント学研究科 東方キリスト教学修了
- 1998年 - オックスフォード大学大学院 神学・オリエント学研究科 神学・オリエント学修了

### 経歴
- 1999年 - 2007年 英知大学文学部助教授（准教授）[2]
- 2008年 - 2010年 聖トマス大学教授
- 2010年4月 - 2012年3月 同大学非常勤講師
- 1999年4月 - 2012年9月 神戸松蔭女子学院大学 非常勤講師
- 1999年4月 - 2003年3月 京都ノートルダム女子大学非常勤講師
- 1999年4月 - 2001年3月、2004年4月 - 2005年3月 京都大学 非常勤講師
- 2010年4月 - 2015年4月 神戸海星女子学院大学 非常勤講師
- 2010年4月 - 清泉女子大学 教授
- 2013年4月 - 明治学院大学 非常勤講師
- 2015年4月 - 青山学院大学 非常勤講師

### 所属学会
- 日本カトリック神学会　(理事)
- 日本基督教学会
- 日本カトリック教育学会　(会計監査)
- 日本宣教学会
- 京都基督教学会
- 京都ユダヤ学会